# Regulación negativa
Es una expresión empleada por el filósofo austriaco Hans Kelsen en la obra Teoría pura del Derecho. Según el planteamiento de esta teoría el comportamiento humano es regulado por un orden normativo en dos sentidos: positivo y negativo. La regulación es positiva si determinado orden normativo exige una acción, o la omisión de una conducta específica. Kelsen expone que este tipo de regulación es válida en un sentido objetivo. Una norma que faculta, es un claro ejemplo de regulación positiva. La regulación es negativa cuando un orden jurídico no establece objetivamente la prohibición de una determinada conducta, pero tampoco se encuentra permitida en dicho orden normativo; se dice entonces que la conducta está permitida solo en sentido negativo.
En un trabajo aparte titulado ¿Existen normas negativas?, Mizhael Nápoles explora con más detalle lo referente a las normas negativas, exponiendo que en la Teoría Pura del Derecho la función de la regulación positiva y negativa es de complementariedad en la función legislativa así como en la operatividad judicial. Además, resalta el hecho de que la autoridad normativa no es consciente de tal operación, pasando incluso por desapercibida en los modernos sistemas de legislación.
En una reinterpretación del postulado kelseniano, dicho trabajo señala que la actividad legislativa cumple su función política al regular positiva y negativamente la conducta humana. En este sentido, la tesis de Kelsen aduce una protección de aquellas conductas permitidas de forma negativa, por lo que la expresión que reza “todo lo que no está prohibido está permitido” (principio de prohibición), no es solo un formulismo en la teoría pura, sino que cumple con diversas funciones:
a) Implica que toda conducta se encuentra bajo una modalidad válida; b) Clausura el orden normativo, solucionando todos los casos, posibilitando al juzgador decidir siempre conforme a derecho; c) No hay normas negativas, sino una regulación negativa implícita en la regulación positiva; d) No es necesario positivizar el denominado principio de prohibición; e) La regulación negativa concede una libertad análoga a la otorgada objetivamente por el orden jurídico positivo.
Basado en el planteamiento expuesto, el autor concluye argumentando que la regulación negativa es un auténtico resultado de la actividad legislativa como una actitud normativa que determina deónticamente ciertos estados de cosas o acciones específicas. Ll